# 라디노어

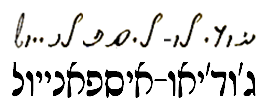

라디노어(Ladino)는 15세기 말 스페인의 종교적 박해를 피해 유럽 곳곳과 북아프리카·오스만 제국으로 피신한 스파라드 유대인의 언어이다. 유대 스페인어라고도 한다. 이 언어는 오늘날에도 추방 당시 옛 스페인어의 여러 특징을 유지하고 있다. 또 유대인이 써왔던 언어인 이디시어에 비하여 히브리어적인 요소가 훨씬 적다. 오늘날 유럽에서 이 언어를 모어(母語)로 삼는 스파라딤은 1만 명 안팎으로 추정되고 있으며, 이스라엘에는 그보다 더 많은 사람들이 모어로 쓴다. 표기문자는 라틴 문자와 히브리 문자의 두 종류가 있다.

## 음성적 특징
- 어두(語頭)의 F를 남긴다.
  - (라틴어: filius→아들
    - 라디노어: fijos 피죠스

  - 카스티야어 hijos(이호스)
- /v/와 /b/의 구별을 남긴다.
- /f/와 /p/의 구별을 남긴다.
- 어두(語頭)의 /r/은 일본어와 같은 탄음이다(카스티야어에서는 전동음이다.).
- {ll} [j]
  - {ll} > 0/전설모음(i, e 등)
- /z/("c")의 잔존
- /s/("x")의 잔존
- /zh/의 잔존
  - fijos 피죠스, 전출(前出)
- /sh/의 잔존
  - vishoz 비쇼즈, 후입(後入)
- /dz/("s")는 남아 있지 않다.
- /ts/("z")는 남아 있지 않다.

그 밖에 히브리어의 발음 때문에 독특한 음소를 가진다.
- Yerushalayim(예루살렘)

또한, 현대 이스라엘의 히브리어에는 세파라딤 식이 공용어로써 채용되었다.(mattzah, pl.mattzot(마차) 등. 아슈케나짐식으로는 mattzoh, mattzos)

## 같이 보기
- 유대어
- 유대교
- 크난어
- 이디시어
- 라딘어

## 참고 문헌
- Socolovsky, Jerome. "Lost Language of Ladino Revived in Spain", Morning Edition, National Public Radio, March 19, 2007.